# Абиссаль

Пелагические области

Абисса́ль, абисса́льная зо́на (греч. ἄβυσσος — «бездонный») — зона наибольших морских глубин (глубже 3000 м), населённая сообществами бентоса океанического дна. Рельеф зоны представлен глубоководными котловинами, подводными хребтами и плато. Абиссаль характеризуется отсутствием дневного света (постоянно находится в вечной темноте), слабой подвижностью вод. Живые организмы, такие как живоглоты (лат. Chiasmodon niger), батиптеры (Bathypterois grallator), рыбы отряда удильщикообразных (Lophiiformes), населяющие абиссальные зоны, способны выдерживать значительное глубинное океаническое давление, характеризующее эти зоны (до 775 кг на см²). Животные в основном слепы, отличаются древним происхождением видов. На дне обитают различные виды иглокожих, губок, анемон, червей и ракообразных. У некоторых видов животных образовываются люминесцентные органы. В 1978 году учёные обнаружили оазисы жизни абиссали, там около выходов термальных вод и газов появляются уникальные группы организмов. Основой их жизни служит тепловая и химическая энергия термальных вод. Воды отличаются слабой подвижностью и очень низкой температурой (+2 °C) c низким содержанием биогенных веществ. Около 90 % дна Мирового океана покрыто абиссальными отложениями.
Ниже абиссальной зоны находится ультраабиссальная зона.